# 甲子園口駅
甲子園口駅（こうしえんぐちえき）は、兵庫県西宮市甲子園口二丁目にある、西日本旅客鉄道（JR西日本）東海道本線の駅である。駅番号はJR-A51。「JR神戸線」の愛称区間に含まれている。

## 概要

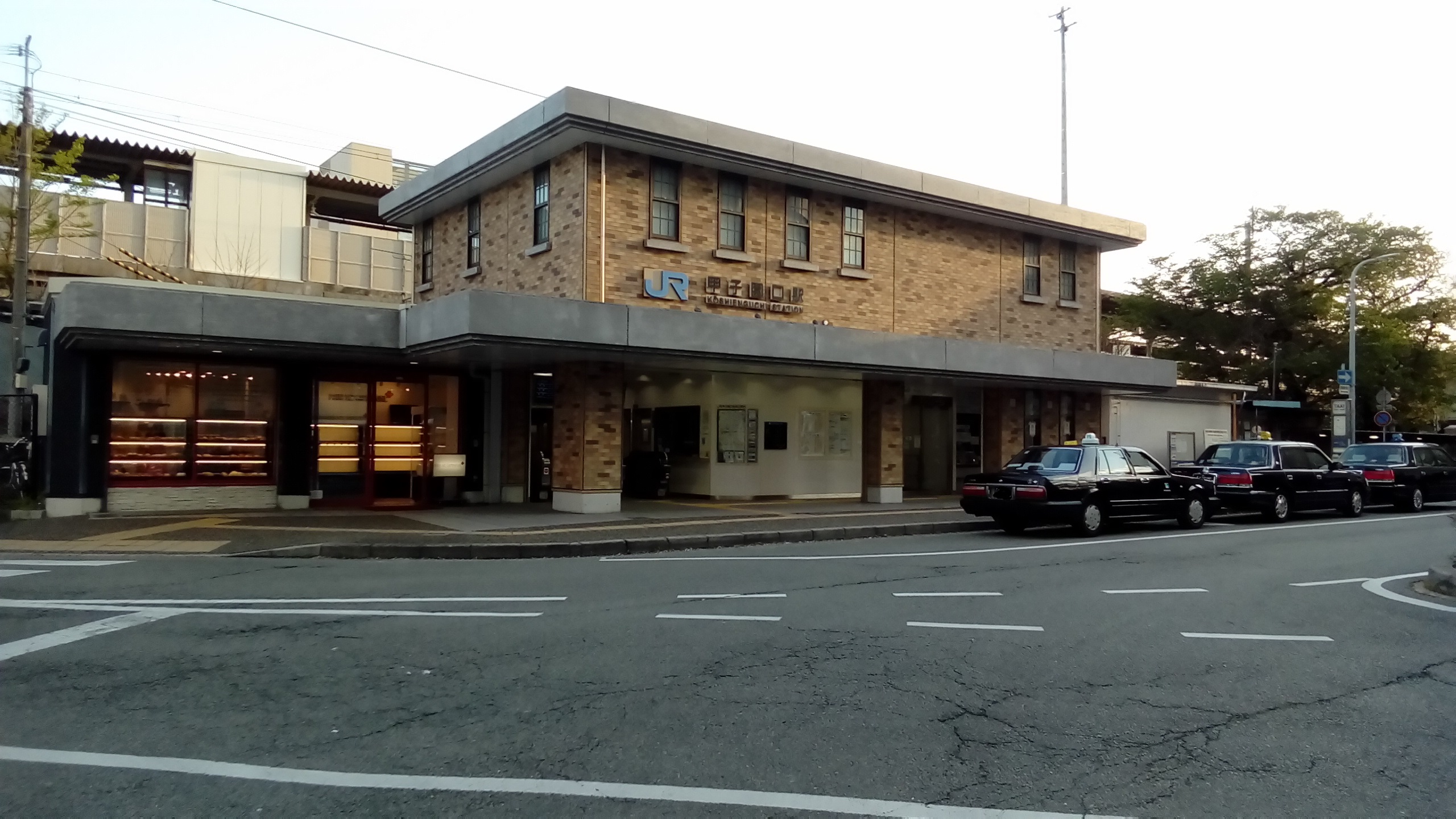
北出口（2020年4月）

駅名の「甲子園口」は一帯の地名としての甲子園に由来する。なお、甲子園口駅から阪神甲子園球場までは南へ約2.3キロメートル離れており、駅南側から阪神バスが運行している。
北側と南東側は閑静な高級住宅街となっており、南側はノスタルジックな商店街などもある。以前は映画館が3軒も営業していた。北側駅舎は昭和初期の木造洋館が用いられていたが、老朽化のため取り壊された。跡地に建設された新駅舎は2014年3月22日に使用開始となり、駅事務室とみどりの窓口が南口駅舎から移転してきている。
駅所在地は西宮市甲子園口二丁目であるが、甲子園口一丁目 - 六丁目という町名は1950年（昭和25年）になって駅名にちなんで名づけられたものであり、駅開業当時は武庫郡瓦木村下新田という地名だった。行政上の地名としての甲子園口は1950年以降の命名だが、新興住宅地として土地開発を進めるために周辺は新駅設置内定の頃から甲子園口と呼ばれてきた。

## 歴史
吹田駅 - 須磨駅間での電気運転開始に伴い、塚本駅・立花駅・六甲道駅・元町駅と同時に開設された。瓦木村の熱心な誘致運動が実ったものである。設置費用は地元負担であった。
1933年に甲子園口土地区画整理組合が設立され、周辺の開発が推進されるようになった。それに伴い駅の利用客も増加した。
第二次世界大戦下の軍需工場輸送で、阪神武庫川線に甲子園口駅を設け、省線（鉄道省線、後の日本国有鉄道）との接続を図る計画があった。阪神電気鉄道の社内には資料は残されていないと報じられたが、昭和18年（1943年）3月19日付の『官報』に、阪神武庫川線が甲子園口までの運行の特許を受けたことが掲載されている。武庫川線は甲子園口のさらに先、西ノ宮駅まで建設されたが、阪神甲子園口駅は完成せずに終わった。現在の駅南東側の線路沿いに延びている駐輪場となっている箇所に、1面2線（うち南側は車止めあり）で駅が設けられる予定であった。

### 年表
- 1934年（昭和9年）7月20日：国有鉄道東海道本線の神崎駅（現在の尼崎駅） - 西ノ宮駅（現在の西宮駅）間に開業（吹田駅 - 須磨駅間電気運転開始と同時、隣の立花駅も同日に開業）[1][2][3]。旅客扱いのみ[2]。
- 1964年（昭和39年）10月1日：駅構造が変更され、1番のりばが下り内側線、2番のりばが大阪方面への折り返し列車専用となる。
- 1978年（昭和53年）10月2日：南口駅舎が改築される（2代目）[1]。
- 1985年（昭和60年）3月14日：荷物扱い廃止[2]。
- 1987年（昭和62年）4月1日：国鉄分割民営化により西日本旅客鉄道（JR西日本）の駅となる[2]。
- 1988年（昭和63年）3月13日：路線愛称の制定により、「JR神戸線」の愛称を使用開始。
- 1995年（平成7年）
  - 1月17日：阪神・淡路大震災により、営業休止。
  - 1月19日：尼崎駅 - 当駅間が営業再開[13]。
  - 1月25日：当駅 - 芦屋駅間が営業再開[13]。
- 1997年（平成9年）
  - 3月8日：JR神戸線標準接近メロディ「さざなみ」導入[14]。
  - 12月13日：自動改札機を設置し、供用開始[15]。
- 2002年（平成14年）7月29日：JR京都・神戸線運行管理システム導入[16]。
- 2003年（平成15年）11月1日：ICカード「ICOCA」の利用が可能となる。
- 2007年（平成19年）
  - 3月18日：駅自動放送を更新。
  - 8月27日：バリアフリー化工事着工。これにより、当駅折り返しの列車が一旦廃止される。
- 2009年（平成21年）3月14日：バリアフリー化工事が完成。エレベーターの使用を開始。ホームが尼崎・大阪・北新地方面に4両分移設されたことにより、停車位置を変更（2番のりばを除く）。これにより、当駅で折り返す列車が復活する。
- 2014年（平成26年）
  - 3月22日：北口駅舎が改築（2代目）[7]。
  - 8月1日：南口駅舎の減築・耐震補強工事が終了[7]。
- 2015年（平成27年）
  - 3月12日：入線警告音の見直しに伴い、接近メロディをJR神戸線標準接近メロディ「さざなみ」の音質見直し版に再び変更する[17]。
  - 7月7日：南口に駅ビル「ビエラ甲子園口」が開業し、駅改良工事が終了[7][18]。
- 2018年（平成30年）3月17日：駅ナンバリングが導入され、使用を開始する[19]。
- 2025年（令和7年）
  - 2月28日：みどりの窓口の営業を終了[20]。
  - 3月1日：北口にみどりの券売機プラスを導入[20]。北口改札の係員対応時間を変更[20]。

## 駅構造
盛土上に島式ホーム2面4線を有する高架駅である。有効長は、下り内側線の1番のりばと上り内側線の3番のりばは12両編成、折り返し専用線の2番のりばは8両編成だが、下り外側線にはホーム及びのりばがなく、上り外側線の4番のりばは一部が開閉可能な安全定柵で仕切られている。
開業当初は1番のりばが下り外側線、2番のりばが下り内側線だったが、1964年10月1日に駅構造が変更され、1番のりばが下り内側線、2番のりばが大阪方面への折り返し線となり、下り外側線は戦時中に建設された阪神武庫川線（阪神はこの駅の構内で武庫大橋駅方面に分岐していたが、阪神にはホームは設置されず）を転用して敷設されている。そのため下り外側線にはホームがない。なお、運転取り扱い上ではホームのない下り外側線を「1番線」とするため、1 - 4番のりばはそれぞれ2 - 5番線として扱われている。
上り外側線側（4番のりば）はステンレス製の柵で閉鎖されているが、ほぼ等間隔で取り外せるスペースが設けられており、団体列車や外側線列車が臨時停車する場合や緊急時に備えているが、高校野球応援団体臨時列車も含め実際に使用されたことはない。
上下線ホームともエレベーターが設置されている。エレベーター設置工事に伴い、ホームを東側に延長・移動させるため盛り土の掘削が必要であったことから、2007年8月27日から2009年3月13日まで、一時的に2番のりばの使用が停止され、当駅折り返しの列車は運転区間の変更を行っていた。工事完了に伴い、2009年3月14日のダイヤ改正に合わせて2番のりばの使用および当駅折り返し列車の運行が復活した。
直営駅（芦屋駅の被管理駅）。アーバンネットワークエリアに属しており、ICOCA及び提携ICカード利用が可能である。
当駅で使用されている接近メロディは、1997年3月8日からJR神戸線内各駅で導入されている「さざなみ」に加え、列車接近表示器から、メリーさんの羊が流れる。
トイレは南改札内にある。

### のりば
| のりば | 路線       | 方向 | 線路   | 行先                       | 備考                       |
| ------ | ---------- | ---- | ------ | -------------------------- | -------------------------- |
| 1      | JR神戸線   | 下り | 内側線 | 三ノ宮・姫路方面           |                            |
| 2      | JR神戸線   | 上り | 折返線 | 尼崎・大阪・北新地方面     | 当駅始発専用               |
| 3      | JR神戸線   | 上り | 内側線 | 尼崎・大阪・北新地方面     |                            |
| 4      | A JR神戸線 | 上り | 外側線 | （通過列車のみのため閉鎖） | （通過列車のみのため閉鎖） |

### 2番のりばについて
2024年現在、土休日の朝6時台に当駅始発の尼崎方面行きが2本、毎日夜23時台に尼崎方面からの当駅止まりが1本設定されており、2番のりばを使用する。このほか、緊急時は折り返し列車が設定されることがある。
1986年10月31日までは、日中にも当駅折り返し電車があったが、翌11月1日の改正でこの時間帯は神戸駅発着に変更された。
阪神・淡路大震災直後の部分営業時には「普通」や新快速（大阪駅 - 当駅間は各駅に停車）の折り返しに頻繁に使用されていた。JR福知山線脱線事故後、JR宝塚線の列車運転再開までは暫定的に尼崎駅発着となっていたJR東西線の「快速」が、尼崎駅 - 当駅間は回送扱いで折り返しをしていた。

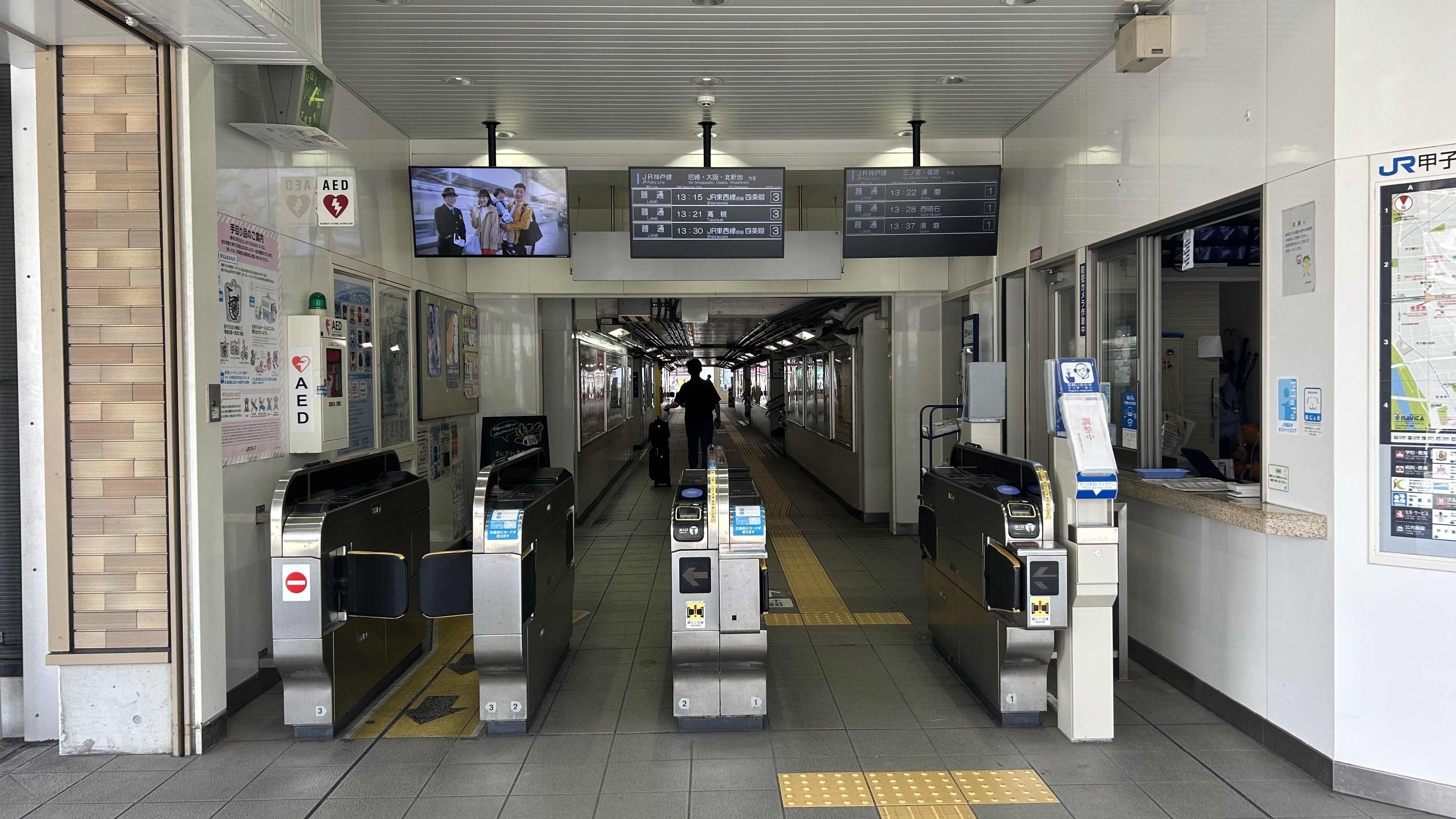
北改札口
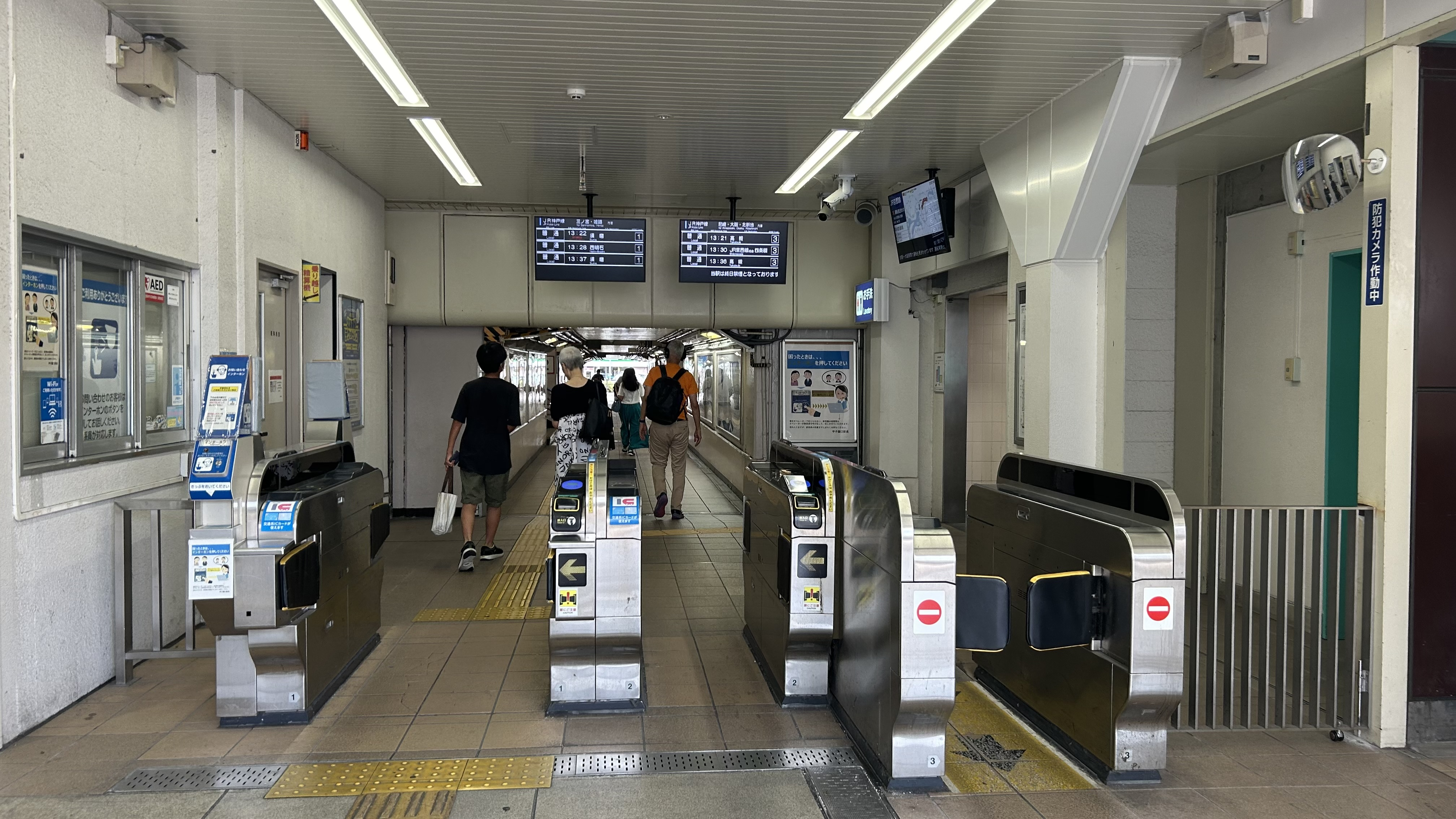
南改札口
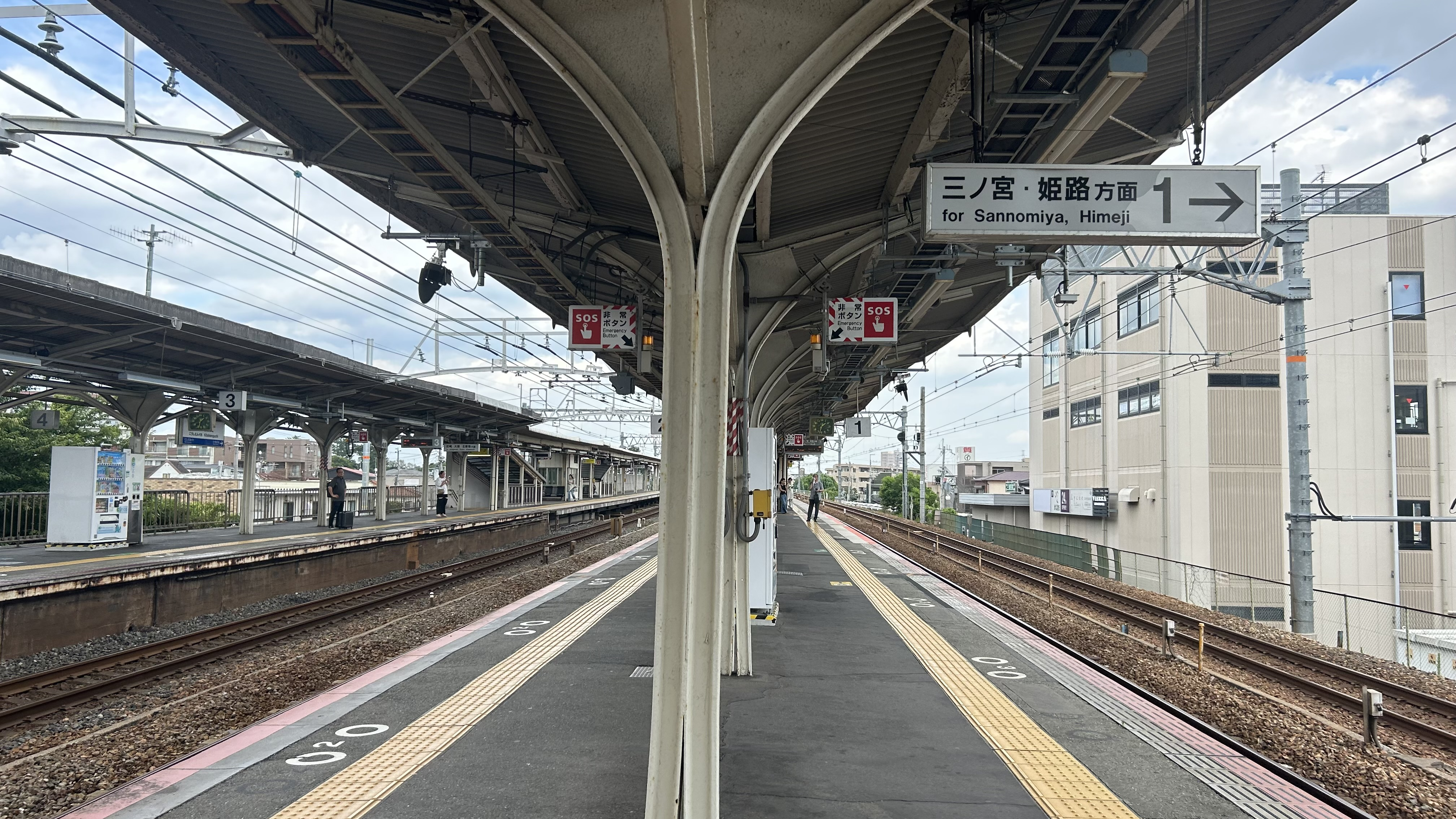
1・2番線ホーム
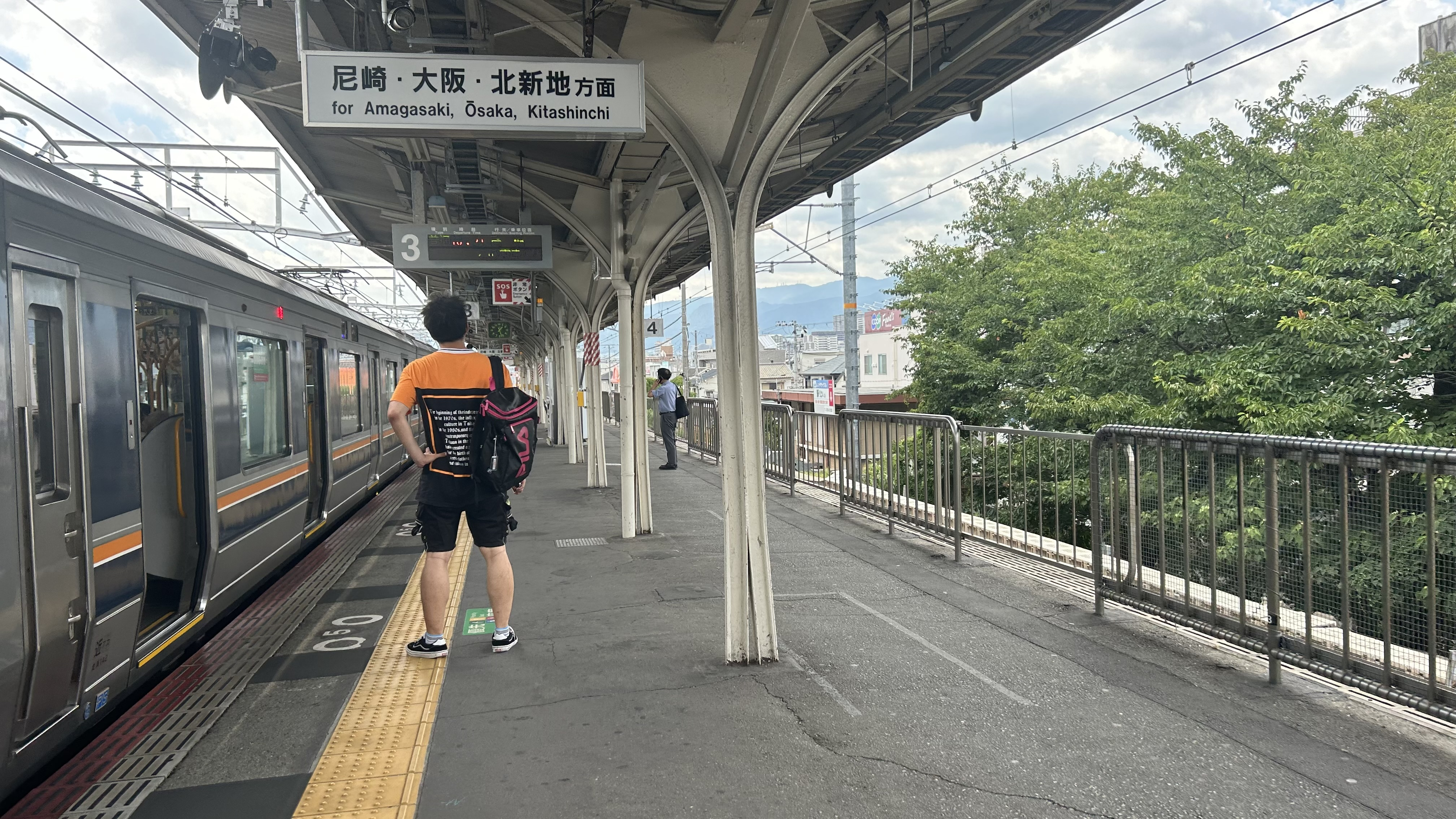
3・4番線ホーム

## 利用状況
2022年（令和4年）度の1日平均乗車人員は16,565人である。
各年度の1日平均乗車人員は以下の通りである。 
| 年度               | 1日平均 乗車人員 | 増加率 | 定期利用状況 | 定期利用状況 | 出典          |
| 年度               | 1日平均 乗車人員 | 増加率 | 1日平均      | 定期率       | 出典          |
| ------------------ | ---------------- | ------ | ------------ | ------------ | ------------- |
| 1995年（平成07年） | 20,462           |        | 12,864       | 62.9%        | [ 兵庫県 1 ]  |
| 1996年（平成08年） | 19,035           | -7.0%  | 12,219       | 64.2%        | [ 兵庫県 2 ]  |
| 1997年（平成09年） | 18,945           | -0.5%  | 12,272       | 64.8%        | [ 兵庫県 3 ]  |
| 1998年（平成10年） | 19,104           | 0.8%   | 12,439       | 65.1%        | [ 兵庫県 4 ]  |
| 1999年（平成11年） | 19,302           | 1.0%   | 12,555       | 65.0%        | [ 兵庫県 5 ]  |
| 2000年（平成12年） | 19,382           | 0.4%   | 12,599       | 65.0%        | [ 兵庫県 6 ]  |
| 2001年（平成13年） | 19,115           | -1.4%  | 12,473       | 65.3%        | [ 兵庫県 7 ]  |
| 2002年（平成14年） | 19,415           | 1.6%   | 12,759       | 65.7%        | [ 兵庫県 8 ]  |
| 2003年（平成15年） | 18,918           | -2.6%  | 12,421       | 65.7%        | [ 兵庫県 9 ]  |
| 2004年（平成16年） | 19,148           | 1.2%   | 12,827       | 67.0%        | [ 兵庫県 10 ] |
| 2005年（平成17年） | 18,935           | -1.1%  | 12,788       | 67.5%        | [ 兵庫県 11 ] |
| 2006年（平成18年） | 19,328           | 2.1%   | 12,976       | 67.1%        | [ 兵庫県 12 ] |
| 2007年（平成19年） | 19,668           | 1.8%   | 13,267       | 67.5%        | [ 兵庫県 13 ] |
| 2008年（平成20年） | 19,607           | -0.3%  | 13,331       | 68.0%        | [ 兵庫県 14 ] |
| 2009年（平成21年） | 18,961           | -3.3%  | 12,944       | 68.3%        | [ 兵庫県 15 ] |
| 2010年（平成22年） | 18,987           | 0.1%   | 12,999       | 68.5%        | [ 兵庫県 16 ] |
| 2011年（平成23年） | 19,035           | 0.3%   | 12,927       | 67.9%        | [ 兵庫県 17 ] |
| 2012年（平成24年） | 19,149           | 0.6%   | 12,952       | 67.6%        | [ 兵庫県 18 ] |
| 2013年（平成25年） | 19,304           | 0.8%   | 13,018       | 67.4%        | [ 兵庫県 19 ] |
| 2014年（平成26年） | 18,842           | -2.4%  | 12,776       | 67.8%        | [ 兵庫県 20 ] |
| 2015年（平成27年） | 19,120           | 1.5%   | 12,955       | 67.8%        | [ 兵庫県 21 ] |
| 2016年（平成28年） | 19,078           | -0.2%  | 13,013       | 68.2%        | [ 兵庫県 22 ] |
| 2017年（平成29年） | 19,184           | 0.6%   | 13,123       | 68.4%        | [ 兵庫県 23 ] |
| 2018年（平成30年） | 18,915           | -1.4%  | 13,053       | 69.0%        | [ 兵庫県 24 ] |
| 2019年（令和元年） | 18,735           | -1.0%  | 13,061       | 69.7%        | [ 兵庫県 25 ] |
| 2020年（令和02年） | 15,089           | -19.5% | 11,151       | 73.9%        | [ 兵庫県 26 ] |
| 2021年（令和03年） | 15,238           | 1.0%   | 10,939       | 71.8%        | [ 兵庫県 27 ] |
| 2022年（令和04年） | 16,565           | 8.7%   | 11,446       | 69.1%        | [ 兵庫県 28 ] |

### 年間乗車人員
近年の1年間の乗車人員は以下の通り。なお下表内の数値の単位は全て「千人」である。
| 年度               | 年間乗車人員 | 年間乗車人員 | 出典          |
| 年度               | 総数         | 定期         | 出典          |
| ------------------ | ------------ | ------------ | ------------- |
| 2003年（平成15年） | 6,924        | 4,546        | [ 西宮市 1 ]  |
| 2004年（平成16年） | 6,989        | 4,682        | [ 西宮市 1 ]  |
| 2005年（平成17年） | 6,911        | 4,668        | [ 西宮市 1 ]  |
| 2006年（平成18年） | 7,055        | 4,736        | [ 西宮市 1 ]  |
| 2007年（平成19年） | 7,198        | 4,856        | [ 西宮市 1 ]  |
| 2008年（平成20年） | 7,156        | 4,866        | [ 西宮市 1 ]  |
| 2009年（平成21年） | 6,921        | 4,725        | [ 西宮市 2 ]  |
| 2010年（平成22年） | 6,930        | 4,745        | [ 西宮市 3 ]  |
| 2011年（平成23年） | 6,967        | 4,731        | [ 西宮市 4 ]  |
| 2012年（平成24年） | 6,989        | 4,727        | [ 西宮市 5 ]  |
| 2013年（平成25年） | 7,404        | 4,752        | [ 西宮市 5 ]  |
| 2014年（平成26年） | 6,877        | 4,663        | [ 西宮市 5 ]  |
| 2015年（平成27年） | 6,998        | 4,741        | [ 西宮市 5 ]  |
| 2016年（平成28年） | 6,964        | 4,750        | [ 西宮市 6 ]  |
| 2017年（平成29年） | 7,002        | 4,790        | [ 西宮市 7 ]  |
| 2018年（平成30年） | 6,904        | 4,764        | [ 西宮市 8 ]  |
| 2019年（令和元年） | 6,857        | 4,780        | [ 西宮市 9 ]  |
| 2020年（令和02年） | 5,507        | 4,070        | [ 西宮市 10 ] |
| 2021年（令和03年） | 5,562        | 3,993        | [ 西宮市 11 ] |
| 2022年（令和04年） | 6,046        | 4,718        | [ 西宮市 12 ] |

## 駅周辺
- タクシー乗り場（北口・南口）
- 武庫川

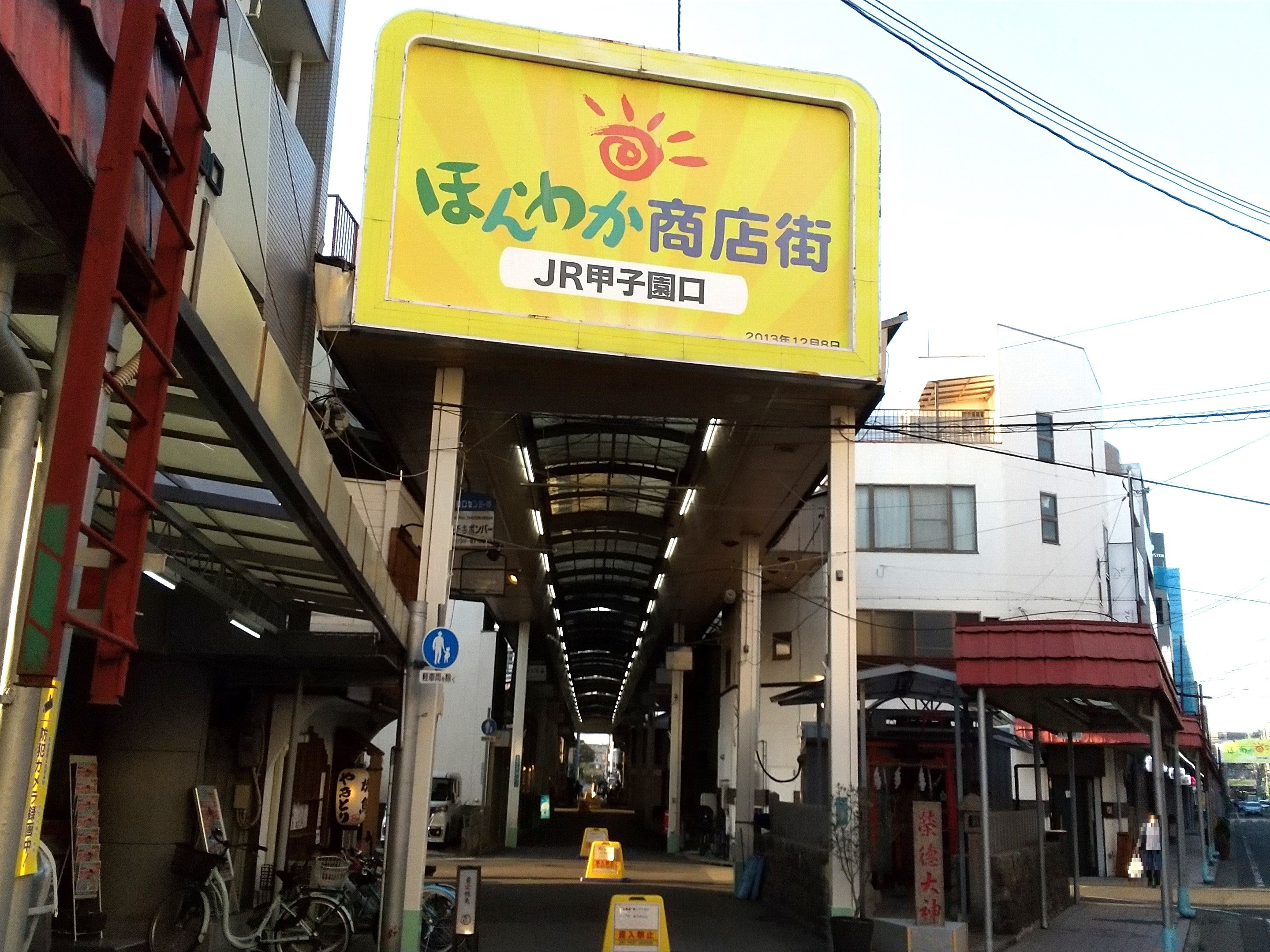
JR甲子園口ほんわか商店街（2023年4月）

- 武庫川女子大学 上甲子園キャンパス（甲子園会館）
- JR甲子園口ほんわか商店街[23]
  - 1934年開業[24]。旧称は「JR甲子園口商店街」[24]。2013年12月8日、テレビ番組『大阪ほんわかテレビ』とのコラボレーション企画で商店街名を改めた[25]。
- 甲子園短期大学
- 甲子園学院中学校・高等学校
- 甲子園学院小学校
- 西宮市立上甲子園小学校
- 上甲子園幼稚園
- 甲子園口幼稚園
- 松山大学 温山記念会館（旧新田邸）
- リッツナーサリー - 幼児英語
- ステップワールド英語スクール 甲子園口教室
- 甲子園口カルチャールーム
- 甲子園口グリーンプレイス（JR西日本社宅跡地のショッピングセンター）
- 三井住友銀行上甲子園出張所  - ※2021年3月22日より、甲子園口支店が甲子園支店（甲子園駅の近く）内に移転しており、ATMのみの店舗となっている。

## バス路線
駅北口に阪急バスが、南口に阪神バスが乗り入れる。

### 阪急バス
北口に西宮営業所が運行する路線バスが発着する。停留所名は「JR甲子園口駅」。
| 路線       | 行先                               | 備考                               |
| ---------- | ---------------------------------- | ---------------------------------- |
| 西宮市内線 | 38系統：阪急西宮北口駅             | 日中以降に運行。熊野町は経由しない |
| 西宮市内線 | 39系統：阪急西宮北口駅             | 朝のみ運行。熊野町経由             |
| 西宮市内線 | 50系統：上之町・西宮中央病院前方面 | 朝夕のみ運行。本数僅少             |
| 西宮市内線 | 52系統：阪急西宮北口駅             | 上之町経由                         |
| 武庫川線   | 36系統：阪急仁川駅                 | 1日4本のみ運行                     |

### 阪神バス
南口に尼崎営業所が運行する路線バスが発着する。停留所名は「JR甲子園口」。
| 路線         | 行先               | 備考                                                                                |
| ------------ | ------------------ | ----------------------------------------------------------------------------------- |
| 浜甲子園線   | 浜甲子園方面       |                                                                                     |
| 鳴尾浜線     | 鳴尾浜方面         | 甲子園八番町経由・阪神鳴尾駅前経由・小曽根線経由の3ルートあり（後者2ルートは少数）  |
| 高須東線     | 武庫川団地駅前方面 | 阪神鳴尾駅前経由・小曽根線経由の2ルートあり（前者は日中、後者は夕方以降の少数のみ） |
| 武庫川団地線 | 武庫川団地南       |                                                                                     |

## 隣の駅
西日本旅客鉄道（JR西日本）
 JR神戸線（東海道本線）
■新快速・■快速
通過
■普通（JR東西線・学研都市線内で区間快速となる列車を含む）
立花駅 (JR-A50) - 甲子園口駅 (JR-A51) - 西宮駅 (JR-A52)

### 記事本文